# Diplocarpon rosae

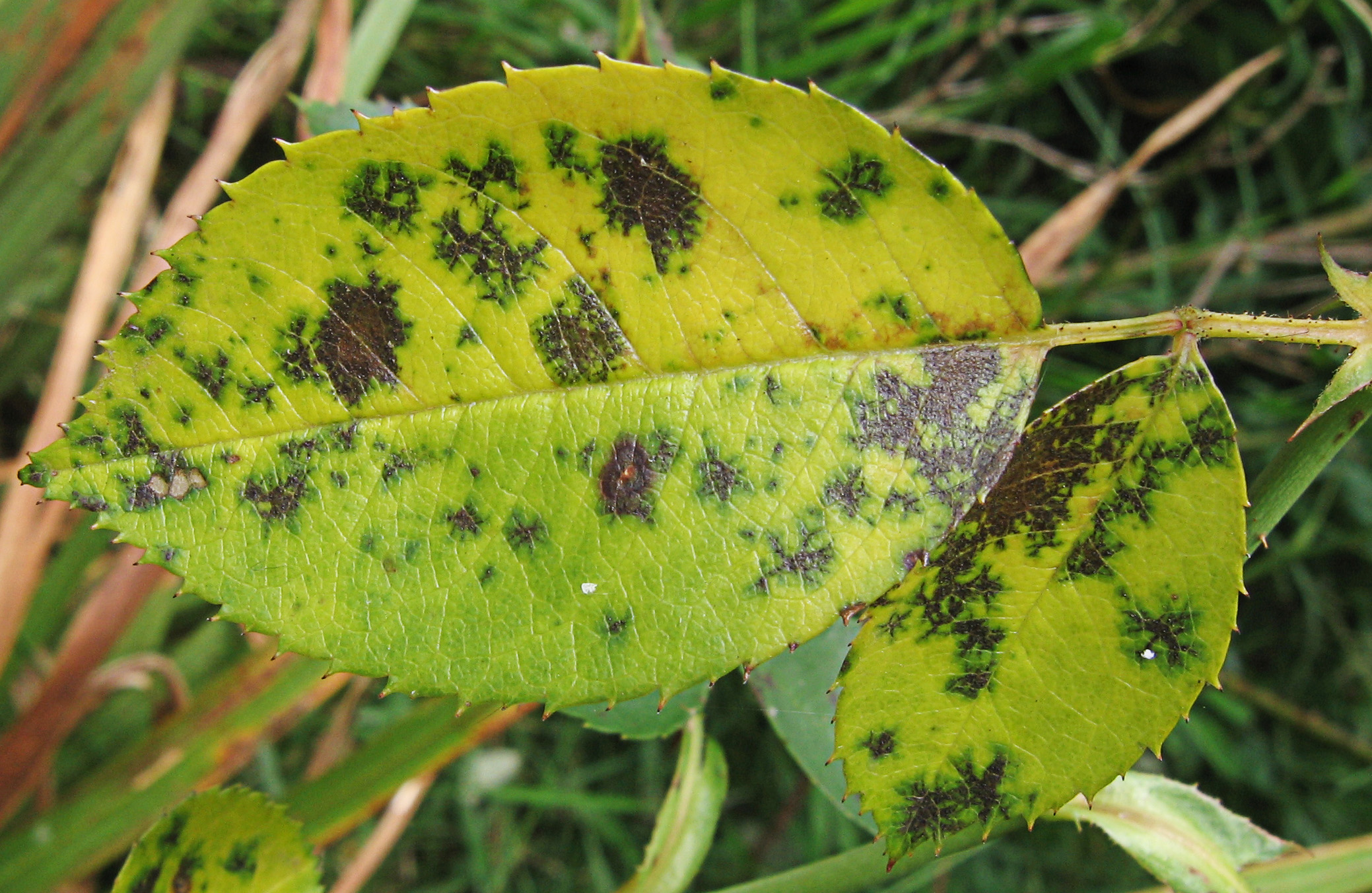

Diplocarpon rosae F.A. Wolf  – gatunek grzybów z rodziny Drepanopezizaceae. Na różach wywołuje chorobę o nazwie czarna plamistość róży.

## Systematyka i nazewnictwo
Pozycja w klasyfikacji według Index Fungorum: Diplocarpon, Drepanopezizaceae, Helotiales, Leotiomycetidae, Leotiomycetes, Pezizomycotina, Ascomycota, Fungi.
Synonimy:
- Actinonema rosae (Lib.) Fr. 1849
- Asteroma rosae Lib. 1827
- Dicoccum rosae Bonord. 1853
- Dothidea rosae Schwein. 1832
- Fabraea rosae (F.A. Wolf) Seaver 1951
- Marssonia rosae Trai 1889
- Marssonia rosae (Bonord.) Briosi & Cavara 1889
- Marssonina rosae (Lib.) Died. 1915
- Phyllachora rosae (Schwein.) Sacc. 1883

## Cykl rozwojowy
Grzyb mikroskopijny, saprotrof i pasożyt obligatoryjny. Infekcji pierwotnej dokonują zarodniki konidialne wytworzone wiosną na opadłych liściach. Infekują roślinę zarówno przez górną, jak i dolną stronę liści, częściej jednak górną. Strzępki grzyba wnikają w naskórek i rozprzestrzeniają się podskórnie w tkankach liścia. W sprzyjających warunkach już 4 dni po inokulacji pojawiają się objawy chorobowe. Rozwijająca się na liściach grzybnia patogenu wytwarza nowe zarodniki konidialne, które rozprzestrzeniają chorobę.
Na opadłych liściach rozwija się postać płciowa patogenu, zwana teleomorfą.  Wytwarza apotecja, w których powstają askospory. Nie odgrywają one jednak większej roli w rozprzestrzenianiu choroby.

## Morfologia
Na obumarłych liściach powstają apotecja. Są kuliste, lub w kształcie dysku i zanurzone w skórce rośliny. Mają średnicę do 300  μm. Ściana zbudowana z ciemnobrązowych strzępek pseudoparenchymy. Worki podłużne, cylindryczne, 8-zarodnikowe, o rozmiarach 70–80 × 12–18 μm. Powstają w nich podłużne, eliptyczne i bezbarwne askospory o rozmiarach 20–25 × 5–6 μm. Mają 1 przegrodę, na której są zwężone. Między workami liczne, nitkowate i rozszerzone na końcach wstawki. 
W miejsca rozwoju grzybni i zarodników tworzą się na obydwu stronach liści ciemnobrązowe plamy. W ich obrębie podskórna tkanka liści przerośnięta jest strzępkami patogenu. Wyrastają z niej bulwiaste ssawki.
Zarodniki konidialne powstają w podskórnych, czarnych acerwulusach, które pojawiają się latem na liściach i młodych pędach róż. Komórki konidiotwórcze  w postaci cylindrycznych lub jajowatych fialid. Konidia powstają w nich enteroblastycznie. Są bezbarwne, o kształcie od owalnego do eliptycznego. Mają rozmiar  18–25 × 5–6 μm i jedną przegrodę, na której są zwężone. Podskórne spermogonia pojawiają się w obrębie ciemnych plam na obydwu stronach opadłych liści. Powstają w nich bezbarwne spermacja o kształcie pręta długości  2–3 μm. Czasami w spermogoniach powstają normalne konidia z 1 przegrodą. Czasami konidia mogą powstawać także w apotecjach – dzieje się tak, gdy opadłe liście z apotecjami znajdują się w silnie wilgotnych siedliskach.